# 696 Леонора
696 Леонора (696 Leonora) — астероїд головного поясу, відкритий 10 січня 1910 року.
Тіссеранів параметр щодо Юпітера — 3,113.